# 後溝子
後溝子，原寫為後溝仔，是台灣雲林縣北港鎮的一個傳統地域名稱，位於該鎮東部。相較於今日行政區，其範圍大致包括府番里不含西部邊界地帶、北厝里、後溝里不含西南部，以及嘉義縣新港鄉南崙村西部邊界地帶北段。

## 歷史
台灣清治末期至日治初期，後溝子地區為一（舊制）街庄，稱為「後溝仔庄」，隸屬於大槺榔東頂堡。該庄北與下藔庄為鄰，東北與內藔庄為鄰，東邊、南邊及西南邊隔北港溪與崙仔庄、板頭厝庄為界，西邊為新街庄、草湖庄。
1901年（日治明治三十四年）11月，全台廢縣廳改設二十廳，該庄隸屬於斗六廳。1903年（明治三十六年）6月，該庄編入「北港區」，隸屬於斗六廳。1909年（明治四十二年）10月，合併二十廳為十二廳，北港區改隸屬於嘉義廳。1920年（大正九年），全台地方制度大改正，廢十二廳改設五州二廳，該庄改制並雅化為「後溝子」大字，隸屬於臺南州北港郡（舊制）北港街。
戰後北港街改制為北港鎮，隸屬於臺南縣，大字亦改制為里。1950年10月，雲、嘉、南分治，北港鎮改隸屬雲林縣。

## 聚落
本地區發展較早的聚落為府蕃、新厝、後溝仔、頂後溝仔（已消失）等，在日治期初期的官方地圖上已有記載。此外，在北港溪河道變遷後，原屬板頭厝庄的頂灣仔內聚落已遷移至本地區區域裡。

## 交通
縣道145號是彰化縣埤頭鄉至嘉義縣六腳鄉港尾寮的道路，大致以北北東—南南西走向轉東北—西南走向蜿蜒經過本地區中部略偏東地帶。由該道路向北北轉東北微東可前往土庫鎮、虎尾鎮、西螺鎮、埤頭鄉等地，向西南可前往北港鎮、六腳鄉的港尾寮並止於省道台19線路口。
鄉道雲162線是口莊至府番的道路。
鄉道雲162-1線是北港至新厝的道路。
鄉道雲164線是草湖至府番的道路。

## 學校
- 僑美國小